# Agence bibliographique de l'enseignement supérieur
Agence bibliographique de l'enseignement supérieur (forkortet ABES) (fransk: Det bibliografiske agentur for videregående uddannelse) er en fransk institution, grundlagt i 1994, der står i spidsen for at oprette, vedligeholde og udvikle bibliotekskataloget SUDOC for de franske universitetsbiblioteker. ABES ligger i Montpellier.